# ریبونوکلئوتید
در بیوشیمی، یک ریبونوکلئوتید یک نوکلئوتید است که حاوی ریبوز به‌عنوان جزء پنتوز آن است. این ماده، پیش‌ساز مولکولی اسیدهای نوکلئیک در نظر گرفته می‌شود. نوکلئوتیدها بلوک‌های ساختمانی اصلی دی‌ان‌ای و آران‌ای هستند. ریبونوکلئوتیدها خود بلوک‌های ساختمانی مونومری اساسی برای آران‌ای هستند. دئوکسی ریبونوکلئوتیدها که از احیای ریبونوکلئوتیدها با آنزیم ریبونوکلئوتید ردوکتاز (RNR) تشکیل می‌شوند، بلوک‌های ساختمانی ضروری برای دی‌ان‌ای هستند. چندین تفاوت بین دئوکسی ریبونوکلئوتیدهای دی‌ان‌ای و ریبونوکلئوتیدهای آران‌ای وجود دارد. نوکلئوتیدهای متوالی از طریق پیوندهای فسفودی‌استر به یکدیگر متصل می‌شوند.
ریبونوکلئوتیدها همچنین در سایر عملکردهای سلولی مورد استفاده قرار می‌گیرند. این مونومرهای ویژه هم در تنظیم سلولی و هم در پیام‌رسانی سلولی همان‌طور که در آدنوزین مونوفسفات (AMP) دیده می‌شود، استفاده می‌شوند. علاوه بر این، ریبونوکلئوتیدها را می‌توان به آدنوزین تری‌فسفات (ATP)، واحد انرژی موجود در جانداران تبدیل کرد. ریبونوکلئوتیدها می‌توانند به آدنوزین مونوفسفات حلقه‌ای (AMP حلقوی) تبدیل شوند تا هورمون‌ها را در جانداران، تنظیم کنند. در موجودات زنده، رایج‌ترین بازهای ریبونوکلئوتیدها آدنین (A)، گوانین (G)، سیتوزین (C) و اوراسیل (U) هستند. بازهای نیتروژنی به دو ترکیب اصلی پورین و پیریمیدین طبقه‌بندی می‌شوند.

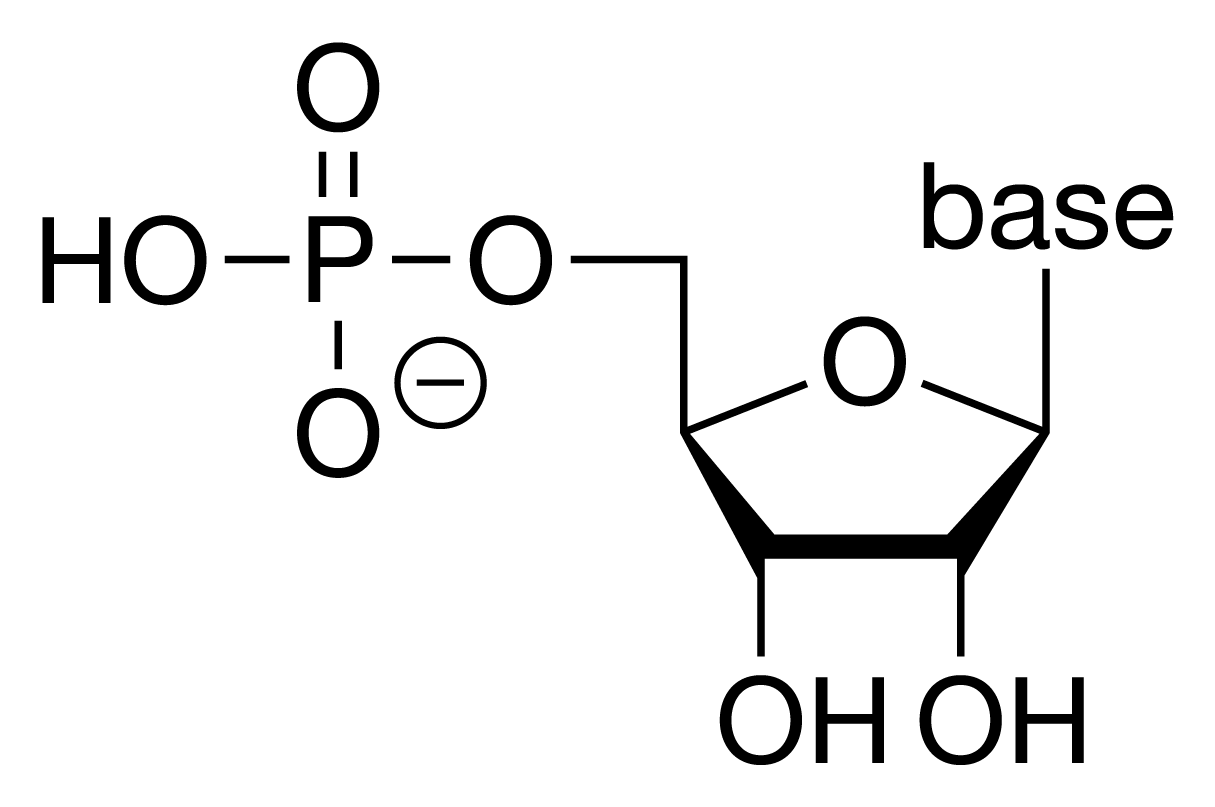
ساختار کلی ریبونوکلئوتیدی: گروه فسفات، ریبوز، نوکلئوباز.

## ساختار

### ساختار کلی

ساختار یوریدین ۵'-مونوفسفات (UMP)

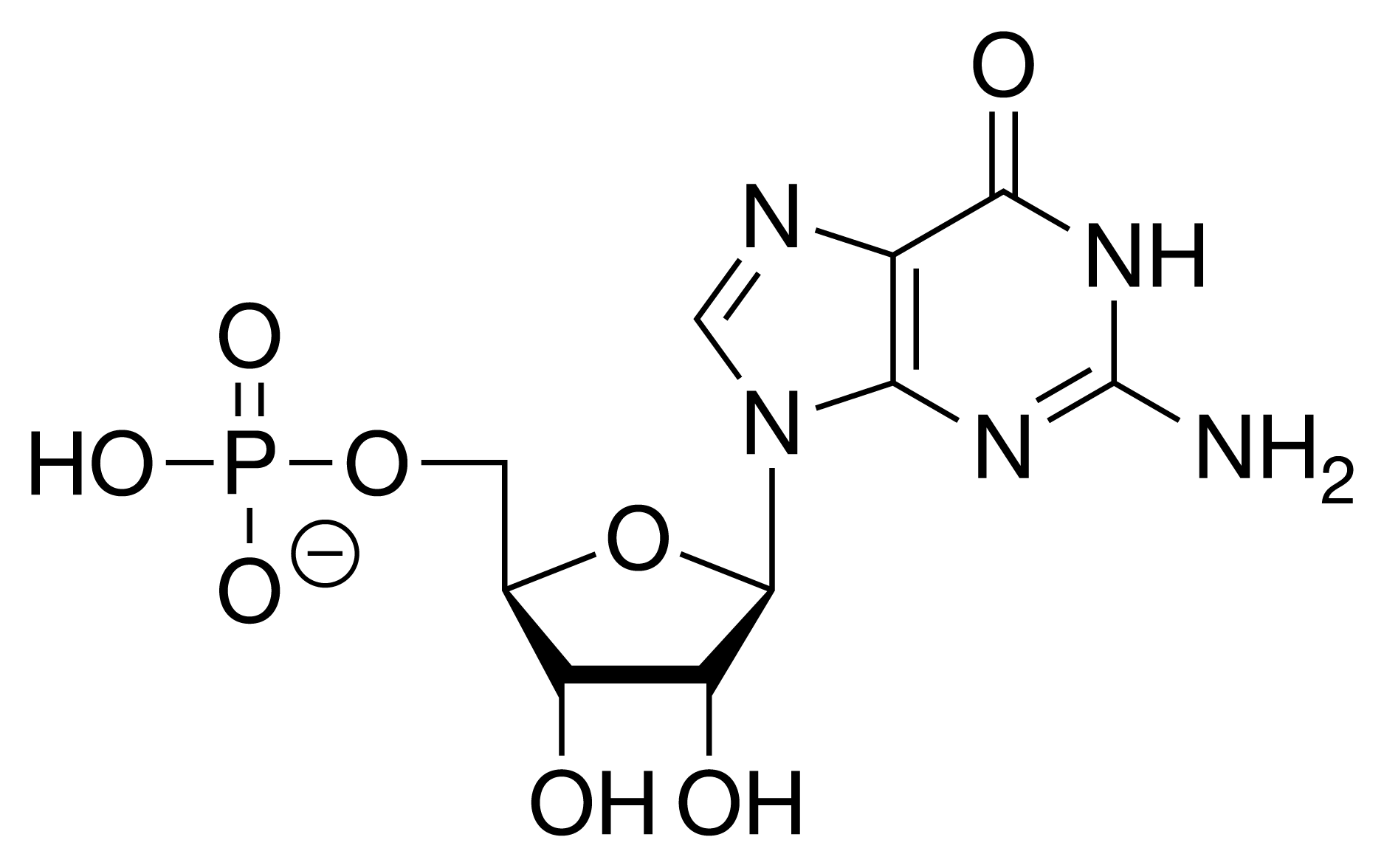
ساختار گوانوزین ۵'-مونوفسفات (GMP)

ساختار یوریدین ۵'-مونوفسفات (UMP)

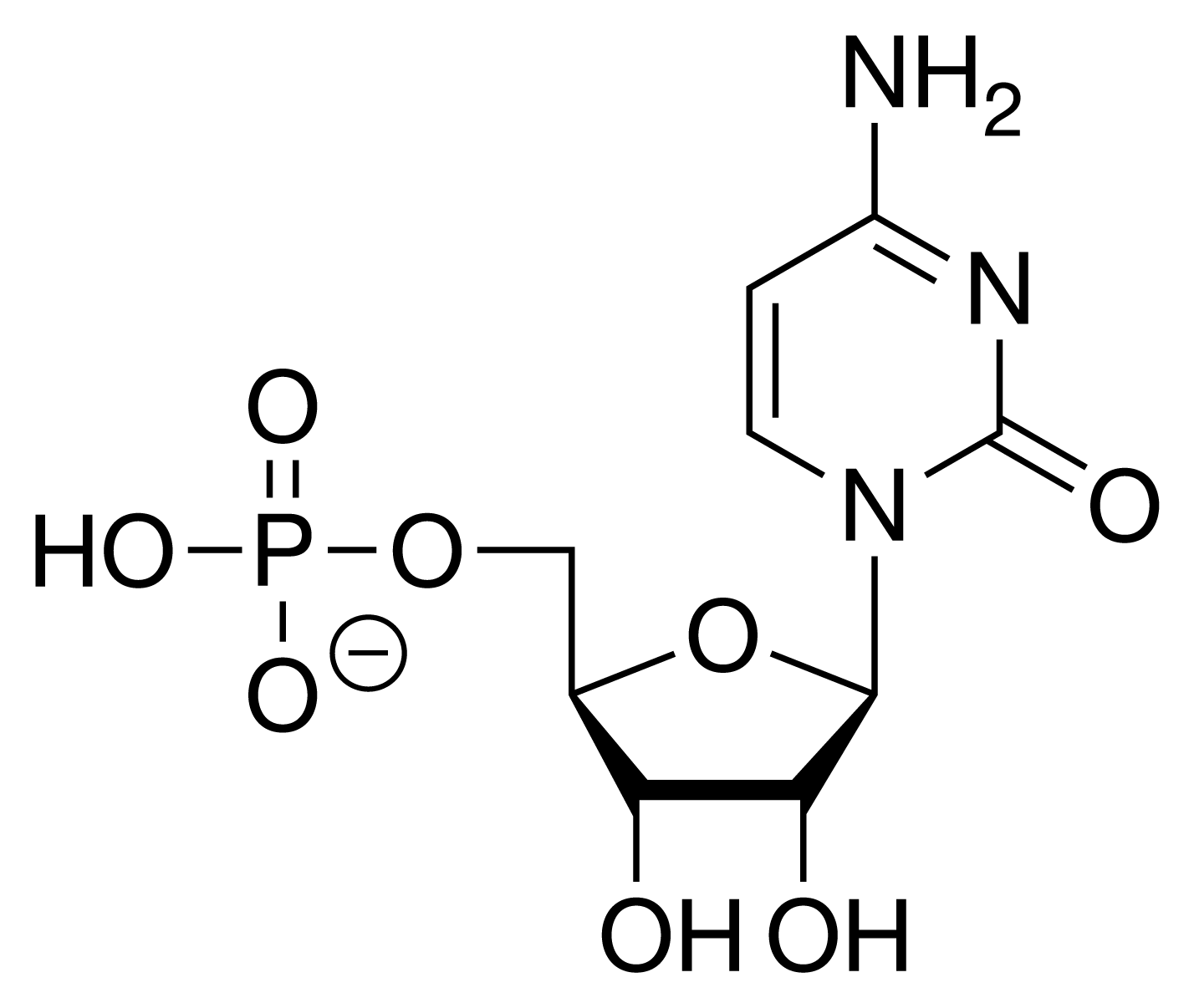
ساختار سیتیدین ۵'-مونوفسفات (CMP)

ساختار کلی یک ریبونوکلئوتید شامل یک گروه فسفات، یک گروه قند ریبوز و یک نوکلئوباز است که در آن نوکلئوباز می‌تواند آدنین، گوانین، سیتوزین یا اوراسیل باشد. بدون گروه فسفات، ترکیب نوکلئوباز و قند با عنوان نوکلئوزید شناخته می‌شود. نوکلئوبازهای نیتروژنی قابل تعویض از دو ترکیب اصلی پورین و پیریمیدین مشتق می‌شوند. نوکلئوتیدها ترکیبات ناجورحلقه هستند، یعنی حداقل دو عنصر شیمیایی مختلف را به‌عنوان اعضای حلقه‌های آن تشکیل می‌دهند.
هم آران‌ای و هم دی‌ان‌ای حاوی دو باز اصلی پورین، آدنین (A) و گوانین (G) و دو پیریمیدین اصلی هستند. هم در دی‌ان‌ای و هم در آران‌ای یکی از پیریمیدین‌ها سیتوزین (C) است. با این‌حال، دی‌ان‌ای و آران‌ای در دومین پیریمیدین اصلی متفاوت هستند. دی‌ان‌ای حاوی تیمین (T) است در حالی‌که آران‌ای حاوی اوراسیل (U) است. موارد نادری وجود دارد که تیمین در آران‌ای و اوراسیل در دی‌ان‌ای نیز وجود دارند.
در این‌جدول ۴ ریبونوکلئوتید اصلی (ریبونوکلئوزید ۵'-مونوفسفات) که واحدهای ساختاری آران‌ای‌ها هستند، ذکر شده‌اند.
| نوکلئوتید                        | نمادها | نوکلئوزید |
| -------------------------------- | ------ | --------- |
| آدنیلات (آدنوزین ۵'-مونوفسفات)   | A, AMP | آدنوزین   |
| گوانیلات (گوانوزین ۵'-مونوفسفات) | G, GMP | گوانوزین  |
| یوریدیلات (اوریدین ۵'-مونوفسفات) | U, UMP | اوریدین   |
| سیتیدیلات (سیتیدین ۵'-مونوفسفات) | C, CMP | سیتیدین   |

### مقایسهٔ دئوکسی ریبونوکلئوتیدها و ریبونوکلئوتیدها
در ریبونوکلئوتیدها جزء قندی ریبوز است در حالی‌که در دئوکسی ریبونوکلئوتیدها جزء قندی، دئوکسی‌ریبوز است که به‌جای یک گروه هیدروکسیل در کربن دوم در حلقهٔ ریبوز، یک اتم هیدروژن جایگزین آن می‌شود.
هر دو نوع پنتوز در دی‌ان‌ای و آران‌ای به‌شکل β-فورانوز (حلقهٔ پنج‌عضوی بسته) هستند و هویت یک اسید نوکلئیک را مشخص می‌کنند.
در برخی موارد، دی‌ان‌ای و آران‌ای ممکن است حاوی برخی بازهای جزئی باشند. اشکال متیله از بازهای اصلی در دی‌ان‌ای رایج‌ترین هستند. در دی‌ان‌ای ویروسی، برخی از بازها ممکن است هیدروکسی‌متیله یا گلوکوزیله شوند. در آران‌ای، بازهای جزئی یا اصلاح‌شده بیشتر رخ می‌دهد. برخی از نمونه‌ها عبارت‌اند از هایپوگزانتین، دی هیدرو اوراسیل، فرم‌های متیلهٔ اوراسیل، سیتوزین و گوانین، و همچنین نوکلئوزید پسودوریدین اصلاح‌شده. نوکلئوتیدهایی با گروه‌های فسفات در موقعیت‌هایی غیر از روی کربن ۵ نیز مشاهده شده‌اند. برای مثال می‌توان به مونوفسفات‌های حلقوی ریبونوکلئوزید ۲'،۳' که واسطه‌های قابل جداسازی هستند و ریبونوکلئوزید ۳'-مونوفسفات‌ها که محصولات نهایی هیدرولیز آران‌ای توسط ریبونوکلئازهای خاص هستند اشاره کرد. تغییرات دیگر عبارت‌اند از آدنوزین ۳'،۵'-منوفسفات حلقوی (cAMP) و گوانوزین ۳'،۵'-منوفسفات حلقوی (cGMP).

### پیوند دادن نوکلئوتیدهای متوالی
ریبونوکلئوتیدها برای تشکیل رشته‌های آران‌ای از طریق پیوندهای فسفودی‌استر به یکدیگر متصل می‌شوند. گروه ۵'-فسفات یک نوکلئوتید به گروه ۳'-هیدروکسیل نوکلئوتید بعدی متصل می‌شود و ستونی متناوب از فسفات و بقایای پنتوز ایجاد می‌کند. هیچ پیوند فسفودی‌استری در هر انتهای پلی‌نوکلئوتید وجود ندارد. پیوندهای فسفودی‌استر بین ریبونوکلئوتیدها توسط آنزیم آران‌ای پلی‌مراز تشکیل می‌شود. زنجیره آران‌ای از انتهای ۵' تا انتهای ۳' سنتز می‌شود زیرا گروه ۳'-هیدروکسیل آخرین ریبونوکلئوتید در زنجیره به‌عنوان یک هسته‌دوست عمل می‌کند. به‌دلیل ویژگی‌های فیزیکی نوکلئوتیدها، ستون آران‌ای بسیار آب‌دوست و قطبی است. در پی‌اچ خنثی، اسیدهای نوکلئیک دارای بار زیادی هستند زیرا هر گروه فسفات، حامل بار منفی است.
در دی‌ان‌ای و آران‌ای پیوندهای فسفودی‌استر هنگامی‌که هیدرولیز می‌شوند، مقدار قابل‌توجهی انرژی آزاد رها می‌کنند؛ بنابراین، اسیدهای نوکلئیک تمایل دارند خودبه‌خود هیدرولیز شوند و به مونونوکلئوتیدها تبدیل شوند. پیش‌سازهای آران‌ای عبارت‌اند از GTP, CTP, UTP و ATP که منبع اصلی انرژی در واکنش‌های انتقال گروهی است.

## عملکرد

### پیش‌سازهای دئوکسی‌ریبونوکلئوتیدها
احیای ریبونوکلئوتیدها به دئوکسی ریبونوکلئوتید توسط ریبونوکلئوتید ردوکتاز کاتالیز می‌شود. ریبونوکلئوتید ردوکتاز (RNR) یک آنزیم ضروری برای همهٔ موجودات زنده است زیرا مسئول آخرین مرحله در سنتز چهار دئوکسی ریبونوکلئوتید (dNTPs) لازم برای همانندسازی و ترمیم دی‌ان‌ای است. این واکنش همچنین به دو پروتئین دیگر نیاز دارد: تیوردوکسین و تیوردوکسین ردوکتاز. ریبونوکلئوزید دی‌فسفات (NDP) توسط تیوردوکسین به دی‌اکسی ریبونوکلئوزید دی‌فسفات (dNTP) کاهش می‌یابد.
واکنش کلی عبارت است از: ریبونوکلئوزید دی‌فسفات + NADPH + H + -> دی‌اکسی ریبونوکلئوزید دی‌فسفات + NADP + + H 2 O
برای نشان دادن این معادله، dATP و dGTP به‌ترتیب از ADP و GDP سنتز می‌شوند. آن‌ها ابتدا توسط RNR احیا می‌شوند و سپس توسط نوکلئوزید دی‌فسفات‌کینازها به dATP و dGTP فسفریله می‌شوند. ریبونوکلئوتید ردوکتاز توسط فعل و انفعالات آلوستریک کنترل می‌شود. هنگامی‌که dATP به ریبونوکلئوتید ردوکتاز متصل می‌شود، فعالیت کاتالیزوری کلی آنزیم کاهش می‌یابد، زیرا نشان‌دهندهٔ فراوانی دئوکسی‌ریبونوکلئوتیدها است. این مهار بازخورد پس از اتصال ATP معکوس می‌شود.

### تمایز ریبونوکلئوتیدی
در طول سنتز دی‌ان‌ای، دی‌ان‌ای پلیمرازها باید در مقابل ریبونوکلئوتیدها، در سطوح بسیار بالاتر در مقایسه با دئوکسی‌ریبونوکلئوتیدها، انتخاب شوند. بسیار مهم است که گزینش‌پذیری وجود داشته باشد زیرا همانندسازی دی‌ان‌ای باید دقیق باشد تا ژنوم جاندار حفظ شود. نشان داده شده‌است که سایت‌های فعال دی‌ان‌ای پلیمرازهای خانواده Y مسئول حفظ گزینش‌پذیری بالا در برابر ریبونوکلئوتیدها هستند. اکثر دی‌ان‌ای‌پلیمرازها همچنین مجهز به حذف ریبونوکلئوتیدها از محل فعال خود از طریق یک باقی‌ماندهٔ زنجیرهٔ جانبی حجیم هستند که می‌تواند گروه ۲'-هیدروکسیل حلقهٔ ریبوز را مسدود کند. با این‌حال، بسیاری از دی‌ان‌ای پلیمرازهای تکثیرکننده و ترمیم‌کنندهٔ هسته‌ای، ریبونوکلئوتیدها را در دی‌ان‌ای ترکیب می‌کنند، که نشان می‌دهد مکانیسم حذف کامل نیست.

## سنتز

### سنتز ریبونوکلئوتید
ریبونوکلئوتیدها را می‌توان در جانداران از مولکول‌های کوچک‌تر از طریق مسیر de novo سنتز کرد یا از طریق مسیر نجات، بازیابی کرد. در مورد مسیر de novo، هم پورین‌ها و هم پیریمیدین‌ها از اجزای مشتق‌شده از پیش‌سازهای اسیدهای آمینه، ریبوز-۵-فسفات‌ها، دی‌اکسید کربن و NH3 سنتز می‌شوند.

سنتز IMP طرح رنگی به شرح زیر است: آنزیم ها، کوآنزیم‌ها، نام‌های بستر، یون‌های فلزی، مولکول‌های معدنی

بیوسنتز نوکلئوتیدهای پورین نسبتاً پیچیده‌است و از چندین واکنش آنزیمی تشکیل شده‌است.

## تاریخچه

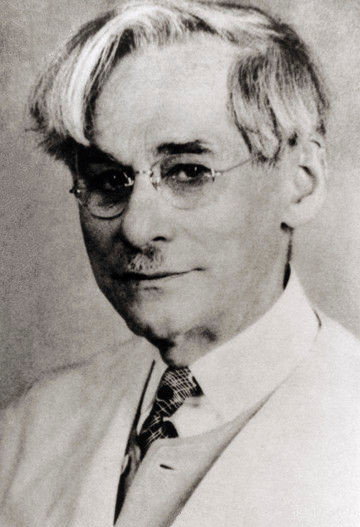
فیبوس لوین

پیش از مقالهٔ برجستهٔ جیمز واتسون و فرانسیس کریک که ساختار دی‌ان‌ای را از طریق بلورنگاری پرتوی ایکس روزالیند فرانکلین به تفصیل بیان می‌کرد، چندین دانشمند دیگر نیز در کشف آن مشارکت داشتند. فردریش میشر، پزشک سوئیسی، در سال ۱۸۶۹، برای نخستین بار مادهٔ هسته‌ای را از هستهٔ گلبول‌های سفید که بعدها «نوکلئین» نامید، جدا و شناسایی کرد و راه را برای کشف دی‌ان‌ای هموار کرد. آلبرشت کوسل، بیوشیمی‌دان آلمانی، پیرو کار میشرز بود که در سال ۱۸۷۸ اجزای غیرپروتئینی «نوکلئین» را جدا کرد و پنج نوکلئوباز موجود در اسیدهای نوکلئیک را کشف کرد که شامل آدنین، سیتوزین، گوانین، تیمین و اوراسیل بود. اگرچه برخی از حقایق اساسی در مورد اسیدهای نوکلئیک به‌دلیل این اکتشافات اولیه شناخته شده بود، ساختار و عملکرد آن یک راز باقی ماند.
تنها کشف نوکلئوتیدها در سال ۱۹۱۹ توسط فیبوس لیون، بیوشیمیدان روسی-لیتوانیایی بود که دروازه‌های کشف دی‌ان‌ای را دوباره باز کرد. لیون برای نخستین بار مشخص کرد که جزء کربوهیدرات موجود در آران‌ای مخمر در واقع ریبوز است. با این‌حال، تا زمانی که او کشف کرد که جزء کربوهیدرات موجود در اسید نوکلئیک تیموس نیز یک قند است اما فاقد یک اتم اکسیژن به‌نام دئوکسی‌ریبوز است، کشف او به‌طور گسترده توسط جامعهٔ علمی مورد استقبال قرار گرفت. سرانجام، لیون توانست ترتیب درستی را که اجزای آران‌ای و دی‌ان‌ای در کنار هم قرار می‌گیرند، یک واحد پایهٔ فسفات-قند، که بعدها نوکلئوتید نامید را شناسایی کند. اگرچه ترتیب اجزای نوکلئوتیدی توسط لوین، به‌خوبی درک شده بود، ساختار آرایش نوکلئوتیدی در فضا و رمز ژنتیکی آن همچنان در طول سال‌های ابتدایی کار او یک راز باقی مانده بود.